# Élections municipales de 2026 en Corrèze
Les élections municipales de 2026 en Corrèze, comme dans le reste de la France, auront lieu en mars.
Elles renouvellent les 277 conseils municipaux des communes du département ainsi que les conseillers intercommunaux. À l'issue de ces élections, les conseils municipaux renouvelés éliront les 277 maires du département.
Les informations suivantes concernent les seules communes de plus de 1 000 habitants situées dans le département de la Corrèze.

## Contexte

### Départemental
Entre les élections municipales de 2020 et celles de 2026, la Corrèze a connu plusieurs scrutins intermédiaires et nationaux.
Durant ces six dernières années, la droite corrézienne à réussi à se maintenir lors des échéances électorales. Lors des élections départementales de 2021, la majorité de droite menée par Pascal Coste conserve sa supériorité. La gauche conserve ses cantons de Tulle, de Naves et de l'Yssandonnais, mais ne parvient pas à progresser. Seuls 6 cantons de droite leur accordent plus de 40 % des voix au second tour - avec un meilleur score de 48 % dans le canton de Haute-Dordogne. Pascal Coste est réélu dans son canton dès le premier tour face au RN, la gauche n'avait pas présenté de candidat. Frédérique Meunier regagne le canton de Malemort, qu'elle avait quitté en 2017 pour devenir députée. La droite gagne le canton de Brive-la-Gaillarde-1, le seul canton de Brive qui l'avait résisté en 2015. Le canton d'Argentat-sur-Dordogne bascule, quant à lui, à gauche. Mais lors des élections régionales de 2015, la gauche est majoritaire au second tour malgré la courte avance de la droite au premier.
Le résultat de l'élection présidentielle de 2022 en Corrèze est assez semblable à celui observé à l'échelle nationale. Emmanuel Macron est en tête du premier tour dans le département avec 23,2 % des suffrages, il devance de seulement 1 467 voix Marine Le Pen qui recueille 22,2 %. Jean-Luc Mélenchon arrive en troisième position avec 19,4 %, il est suivi par Valérie Pécresse qui obtient en Corrèze son meilleur score, à savoir 8,6 %. Les sous-préfectures de Brive-la-Gaillarde et d'Ussel placent Emmanuel Macron en tête, tandis que la ville-préfecture de Tulle place Jean-Luc Mélenchon en première place. Au second tour, Emmanuel Macron est devant Marine Le Pen dans le département, le président sortant recueille 55,8 % des suffrages exprimés, soit une baisse de plus de 21 points par rapport à 2017. La candidate du RN à doublé son score par rapport à 2017 en récoltant 44,2 % des voix dans le département. Le parti d'extrême droite gagnent donc de plus en plus de voix dans le département.
En lien avec l'impopularité d'Emmanuel Macron, la coalition présidentielle perd son député en Corrèze en la personne de Christophe Jerretie et aucun de ces candidats n'arrivent au second tour de l’élection législative en 2022 dans le département. Cette situation permet de faire élire deux députés de droite. Francis Dubois le maire de Lapleau est élu dans la première circonscription, anciens fiefs des anciens chefs de l'État, Jacques Chirac et François Hollande. Frédérique Meunier est quant à elle réélue pour un second mandat dans la seconde circonscription de la Corrèze.
Lors des élections européennes de 2024, le Rassemblement national est en tête dans le département avec 32,58 % des voix pour la liste conduite par Jordan Bardella. Il est suivi par la liste du Parti socialiste, conduite par Raphaël Glucksmann avec 15,23 % puis la liste de la majorité présidentielle Ensemble, conduite par Valérie Hayer avec 12,25 % et enfin par la liste des Républicains de François-Xavier Bellamy avec 8,28 %. La liste de La France insoumise, conduite par Manon Aubry, arrive en cinquième position avec 5,99 % des suffrages.
Lors des élections législatives de 2024, Les Républicains arrivent à conserver leur députée dans la deuxième circonscription malgré une union à gauche et un RN très présent. Dans la première circonscription, la candidature de François Hollande ainsi que les dissensions au sein de la droite rabattent les cartes en faveur de la gauche. L'ancien président est élu député au second tour dans une triangulaire, le député sortant Francis Dubois termine troisième. Dans le département, c'est la première fois qu'un parti d'extrême droite arrive au second tour des législatives.

### Municipal
En 2020, lors des élections municipales la droite parvient à conserver sa position dans le département, elle conserve les deux sous-préfectures, Brive-la-Gaillarde et Ussel, et gagne aussi de nouvelles communes comme Bort-les-Orgues et Sainte-Fortunade mais perd Argentat-sur-Dordogne, Naves et Neuvic au profit de la gauche.

## Résultats à l'échelle du département

### Maires sortants et maires élus
| Commune                                          | Population (en 2022) | Maire sortant(e)       | Parti | Parti | Maire élu(e) | Parti | Parti |
| ------------------------------------------------ | -------------------- | ---------------------- | ----- | ----- | ------------ | ----- | ----- |
| Allassac                                         | 4 050                | Jean-Louis Lascaux     |       | DVG   |              |       |       |
| Argentat-sur-Dordogne                            | 2 857                | Sébastien Duchamp      |       | PS    |              |       |       |
| Arnac-Pompadour                                  | 1 206                | Alain Tisseuil         |       | UDI   |              |       |       |
| Beaulieu-sur-Dordogne                            | 1 310                | Dominique Cayre        |       | DVD   |              |       |       |
| Beynat                                           | 1 281                | Jean-Michel Monteil    |       | DVD   |              |       |       |
| Bort-les-Orgues                                  | 2 487                | Éric Ziolo             |       | LR    |              |       |       |
| Brive-la-Gaillarde                               | 46 769               | Frédéric Soulier       |       | LR    |              |       |       |
| Chamberet                                        | 1 422                | Bernard Rual           |       | UDI   |              |       |       |
| Chamboulive                                      | 1 158                | Betty Dessine          |       | PS    |              |       |       |
| Chameyrat                                        | 1 492                | Émilie Boucheteil      |       | DVG   |              |       |       |
| Cornil                                           | 1 283                | Pascal Fouché          |       | DVD   |              |       |       |
| Corrèze                                          | 1 173                | Jean-François Labbat   |       | DVG   |              |       |       |
| Cosnac                                           | 3 042                | Gérard Soler           |       | DVD   |              |       |       |
| Cublac                                           | 1 730                | Jean-Marc Brut         |       | LR    |              |       |       |
| Donzenac                                         | 2 714                | Yves Laporte*          |       | PR    |              |       |       |
| Égletons                                         | 4 336                | Charles Ferré          |       | LR    |              |       |       |
| Favars                                           | 1 121                | Bernard Jauvion        |       | PCF   |              |       |       |
| Juillac                                          | 1 147                | Josette Fargetas       |       | UDI   |              |       |       |
| Lagraulière                                      | 1 189                | Ubald Chenoux          |       | DVD   |              |       |       |
| Laguenne-sur-Avalouze                            | 1 565                | Roger Chassagnard      |       | PS    |              |       |       |
| Larche                                           | 1 654                | Bernard Laroche        |       | DVD   |              |       |       |
| Les Trois-Saints                                 | 1 367                | Jean-Jacques Dumas*    |       | LR    |              |       |       |
| Lubersac                                         | 2 253                | Philippe Gonzalez      |       | DVD   |              |       |       |
| Malemort                                         | 7 995                | Laurent Darthou        |       | UDI   |              |       |       |
| Mansac                                           | 1 542                | Isabelle David         |       | PS    |              |       |       |
| Meymac                                           | 2 326                | Philippe Brugère       |       | PS    |              |       |       |
| Meyssac                                          | 1 290                | Christophe Caron       |       | DVG   |              |       |       |
| Naves                                            | 2 318                | Hervé Longy            |       | LÉ    |              |       |       |
| Neuvic                                           | 1 597                | Dominique Miermont     |       | DVG   |              |       |       |
| Objat                                            | 3 737                | Philippe Vidau         |       | PRV   |              |       |       |
| Perpezac-le-Noir                                 | 1 254                | Jérôme Sagne           |       | SE    |              |       |       |
| Rosiers-d'Égletons                               | 1 087                | Gérard Brette          |       | DVG   |              |       |       |
| Sadroc                                           | 1 000                | Olivier Bruxelles      |       | SE    |              |       |       |
| Saint-Clément                                    | 1 383                | Éric Bellouin          |       | PS    |              |       |       |
| Sainte-Féréole                                   | 2 060                | Henri Soulier*         |       | LR    |              |       |       |
| Sainte-Fortunade                                 | 1 793                | Frédéric Bouysson      |       | DVD   |              |       |       |
| Saint-Germain-les-Vergnes                        | 1 149                | Alain Penot            |       | LFA   |              |       |       |
| Saint-Mexant                                     | 1 331                | Patrick Bordas         |       | PS    |              |       |       |
| Saint-Pantaléon-de-Larche                        | 5 006                | Alain Lapacherie*      |       | DVD   |              |       |       |
| Saint-Privat                                     | 1 038                | Jean-Basile Sallard    |       | PS    |              |       |       |
| Saint-Viance                                     | 1 888                | Bernard Continsouzas   |       | DVD   |              |       |       |
| Seilhac                                          | 1 814                | Simone Crouzette       |       | DVG   |              |       |       |
| Treignac                                         | 1 258                | Gérard Coignac         |       | PS    |              |       |       |
| Tulle                                            | 13 602               | Bernard Combes         |       | DVG   |              |       |       |
| Ussac                                            | 4 271                | Jean-Philippe Bosselut |       | DVD   |              |       |       |
| Ussel                                            | 9 174                | Christophe Arfeuillère |       | LR    |              |       |       |
| Uzerche                                          | 2 806                | Jean-Paul Grador*      |       | PCF   |              |       |       |
| Varetz                                           | 2 436                | Béatrice Londeix       |       | SE    |              |       |       |
| Vigeois                                          | 1 295                | Jean-Paul Comby        |       | DVG   |              |       |       |
| Voutezac                                         | 1 243                | Jean-Claude Reynaud    |       | SE    |              |       |       |
| * maires sortants ne se représentant pas en 2026 |                      |                        |       |       |              |       |       |

### Présidents d'intercommunalités sortants et élus
| Intercommunalité                        | Population | Président(e) sortant(e) | Parti | Parti | Président(e) élu(e) | Parti | Parti |
| --------------------------------------- | ---------- | ----------------------- | ----- | ----- | ------------------- | ----- | ----- |
| CA Bassin de Brive                      | 111 380    | Frédéric Soulier        |       | LR    |                     |       |       |
| CA Tulle Agglo                          | 45 048     | Michel Breuilh          |       | PS    |                     |       |       |
| CC Haute-Corrèze Communauté             | 33 204     | Pierre Chevalier        |       | LR    |                     |       |       |
| CC Midi Corrézien                       | 13 512     | Alain Simonet           |       | DVD   |                     |       |       |
| CC Xaintrie Val'Dordogne                | 11 431     | Nicole Bardi            |       | DVG   |                     |       |       |
| CC de Ventadour - Égletons - Monédières | 11 127     | Charles Ferré           |       | LR    |                     |       |       |
| CC du pays d'Uzerche                    | 10 818     | Catherine Chambras      |       | DVG   |                     |       |       |
| Pays de Lubersac-Pompadour              | 6 919      | Francis Comby           |       | LR    |                     |       |       |
| CC Vézère-Monédières-Millesources       | 5 866      | Philippe Jenty          |       | DVD   |                     |       |       |

### Résultats en nombre de maires
| Partis       | Partis                               | Maires sortants | Maires élus | Évolution |
| ------------ | ------------------------------------ | --------------- | ----------- | --------- |
|              | Divers gauche                        | 9               |             |           |
|              | Parti socialiste                     | 9               |             |           |
|              | Parti communiste français            | 2               |             |           |
|              | Les Écologistes                      | 1               |             |           |
| Total gauche | Total gauche                         | 21              |             |           |
|              | Divers droite                        | 11              |             |           |
|              | Les Républicains                     | 7               |             |           |
| Total droite | Total droite                         | 18              |             |           |
|              | Union des démocrates et indépendants | 4               |             |           |
|              | Parti radical                        | 2               |             |           |
|              | La France audacieuse                 | 1               |             |           |
| Total centre | Total centre                         | 7               |             |           |
|              | Sans étiquette                       | 4               |             |           |
| Total        | Total                                | 50              | 50          | -         |

## Résultats dans les communes de plus de1 000 habitants

### Allassac
- Maire sortant : Jean-Louis Lascaux (DVG)
- 27 sièges à pourvoir au conseil municipal (population légale 2022 : 4 050 habitants)
- 2 sièges à pourvoir au conseil communautaire (CA du Bassin de Brive)

| Tête de liste | Tête de liste | Parti(s) | Nuance | Premier tour | Premier tour | Second tour | Second tour | Sièges | Sièges |
| Tête de liste | Tête de liste | Parti(s) | Nuance | Voix         | %            | Voix        | %           | CM     | CC     |
| ------------- | ------------- | -------- | ------ | ------------ | ------------ | ----------- | ----------- | ------ | ------ |

### Argentat-sur-Dordogne
- Maire sortant : Sébastien Duchamp (PS)
- 23 sièges à pourvoir au conseil municipal (population légale 2022 : 2 857 habitants)
- 12 sièges à pourvoir au conseil communautaire (CC Xaintrie Val'Dordogne)

| Tête de liste | Tête de liste | Parti(s) | Nuance | Premier tour | Premier tour | Second tour | Second tour | Sièges | Sièges |
| Tête de liste | Tête de liste | Parti(s) | Nuance | Voix         | %            | Voix        | %           | CM     | CC     |
| ------------- | ------------- | -------- | ------ | ------------ | ------------ | ----------- | ----------- | ------ | ------ |

### Arnac-Pompadour
- Maire sortant : Alain Tisseuil (UDI)
- 15 sièges à pourvoir au conseil municipal (population légale 2022 : 1 206 habitants)
- 4 sièges à pourvoir au conseil communautaire (CC du Pays de Lubersac-Pompadour)

| Tête de liste | Tête de liste | Parti(s) | Nuance | Premier tour | Premier tour | Second tour | Second tour | Sièges | Sièges |
| Tête de liste | Tête de liste | Parti(s) | Nuance | Voix         | %            | Voix        | %           | CM     | CC     |
| ------------- | ------------- | -------- | ------ | ------------ | ------------ | ----------- | ----------- | ------ | ------ |

### Beaulieu-sur-Dordogne
- Maire sortant : Dominique Cayre (DVD)
- 15 sièges à pourvoir au conseil municipal (population légale 2022 : 1 310 habitants)
- 5 sièges à pourvoir au conseil communautaire (CC Midi Corrézien)

| Tête de liste | Tête de liste | Parti(s) | Nuance | Premier tour | Premier tour | Second tour | Second tour | Sièges | Sièges |
| Tête de liste | Tête de liste | Parti(s) | Nuance | Voix         | %            | Voix        | %           | CM     | CC     |
| ------------- | ------------- | -------- | ------ | ------------ | ------------ | ----------- | ----------- | ------ | ------ |

### Beynat
- Maire sortant : Jean-Michel Monteil (DVD)
- 15 sièges à pourvoir au conseil municipal (population légale 2022 : 1 281 habitants)
- 5 sièges à pourvoir au conseil communautaire (CC Midi Corrézien)

| Tête de liste | Tête de liste | Parti(s) | Nuance | Premier tour | Premier tour | Second tour | Second tour | Sièges | Sièges |
| Tête de liste | Tête de liste | Parti(s) | Nuance | Voix         | %            | Voix        | %           | CM     | CC     |
| ------------- | ------------- | -------- | ------ | ------------ | ------------ | ----------- | ----------- | ------ | ------ |

### Bort-les-Orgues
- Maire sortant : Éric Ziolo (LR)
- 19 sièges à pourvoir au conseil municipal (population légale 2022 : 2 487 habitants)
- 6 sièges à pourvoir au conseil communautaire (CC Haute-Corrèze Communauté)

| Tête de liste | Tête de liste | Parti(s) | Nuance | Premier tour | Premier tour | Second tour | Second tour | Sièges | Sièges |
| Tête de liste | Tête de liste | Parti(s) | Nuance | Voix         | %            | Voix        | %           | CM     | CC     |
| ------------- | ------------- | -------- | ------ | ------------ | ------------ | ----------- | ----------- | ------ | ------ |

### Brive-la-Gaillarde
- Maire sortant : Frédéric Soulier (LR)
- 43 sièges à pourvoir au conseil municipal (population légale 2022 : 46 769 habitants)
- 34 sièges à pourvoir au conseil communautaire (CA du Bassin de Brive)

| Tête de liste            | Tête de liste | Parti(s) | Nuance | Premier tour | Premier tour | Second tour | Second tour | Sièges | Sièges |
| Tête de liste            | Tête de liste | Parti(s) | Nuance | Voix         | %            | Voix        | %           | CM     | CC     |
| ------------------------ | ------------- | -------- | ------ | ------------ | ------------ | ----------- | ----------- | ------ | ------ |
|                          | Valéry Élophe | RN       |        |              |              |             |             |        |        |
|                          |               |          |        |              |              |             |             |        |        |
| Exprimés                 |               |          |        |              |              |             |             |        |        |
| Votes blancs             |               |          |        |              |              |             |             |        |        |
| Votes nuls               |               |          |        |              |              |             |             |        |        |
| Total                    | Total         | Total    | Total  |              | 100          |             | 100         | 43     | 34     |
| Absentions               |               |          |        |              |              |             |             |        |        |
| Inscrits / participation |               |          |        |              |              |             |             |        |        |

### Chamberet
- Maire sortant : Bernard Rual (UDI)
- 15 sièges à pourvoir au conseil municipal (population légale 2022 : 1 422 habitants)
- 8 sièges à pourvoir au conseil communautaire (CC Vézère-Monédières-Millesources)

| Tête de liste | Tête de liste | Parti(s) | Nuance | Premier tour | Premier tour | Second tour | Second tour | Sièges | Sièges |
| Tête de liste | Tête de liste | Parti(s) | Nuance | Voix         | %            | Voix        | %           | CM     | CC     |
| ------------- | ------------- | -------- | ------ | ------------ | ------------ | ----------- | ----------- | ------ | ------ |

### Chamboulive
- Maire sortant : Betty Dessine (PS)
- 15 sièges à pourvoir au conseil municipal (population légale 2022 : 1 158 habitants)
- 2 sièges à pourvoir au conseil communautaire (CA Tulle Agglo)

| Tête de liste | Tête de liste | Parti(s) | Nuance | Premier tour | Premier tour | Second tour | Second tour | Sièges | Sièges |
| Tête de liste | Tête de liste | Parti(s) | Nuance | Voix         | %            | Voix        | %           | CM     | CC     |
| ------------- | ------------- | -------- | ------ | ------------ | ------------ | ----------- | ----------- | ------ | ------ |

### Chameyrat
- Maire sortant : Émilie Boucheteil (DVG)
- 15 sièges à pourvoir au conseil municipal (population légale 2022 : 1 492 habitants)
- 2 sièges à pourvoir au conseil communautaire (CA Tulle Agglo)

| Tête de liste | Tête de liste | Parti(s) | Nuance | Premier tour | Premier tour | Second tour | Second tour | Sièges | Sièges |
| Tête de liste | Tête de liste | Parti(s) | Nuance | Voix         | %            | Voix        | %           | CM     | CC     |
| ------------- | ------------- | -------- | ------ | ------------ | ------------ | ----------- | ----------- | ------ | ------ |

### Cornil
- Maire sortant : Pascal Fouché (DVD)
- 15 sièges à pourvoir au conseil municipal (population légale 2022 : 1 283 habitants)
- 2 sièges à pourvoir au conseil communautaire (CA Tulle Agglo)

| Tête de liste | Tête de liste | Parti(s) | Nuance | Premier tour | Premier tour | Second tour | Second tour | Sièges | Sièges |
| Tête de liste | Tête de liste | Parti(s) | Nuance | Voix         | %            | Voix        | %           | CM     | CC     |
| ------------- | ------------- | -------- | ------ | ------------ | ------------ | ----------- | ----------- | ------ | ------ |

### Corrèze
- Maire sortant : Jean-François Labbat (DVG)
- 15 sièges à pourvoir au conseil municipal (population légale 2022 : 1 173 habitants)
- 2 sièges à pourvoir au conseil communautaire (CA Tulle Agglo)

| Tête de liste | Tête de liste | Parti(s) | Nuance | Premier tour | Premier tour | Second tour | Second tour | Sièges | Sièges |
| Tête de liste | Tête de liste | Parti(s) | Nuance | Voix         | %            | Voix        | %           | CM     | CC     |
| ------------- | ------------- | -------- | ------ | ------------ | ------------ | ----------- | ----------- | ------ | ------ |

### Cosnac
- Maire sortant : Gérard Soler (DVD)
- 23 sièges à pourvoir au conseil municipal (population légale 2022 : 3 042 habitants)
- 2 sièges à pourvoir au conseil communautaire (CA du Bassin de Brive)

| Tête de liste | Tête de liste | Parti(s) | Nuance | Premier tour | Premier tour | Second tour | Second tour | Sièges | Sièges |
| Tête de liste | Tête de liste | Parti(s) | Nuance | Voix         | %            | Voix        | %           | CM     | CC     |
| ------------- | ------------- | -------- | ------ | ------------ | ------------ | ----------- | ----------- | ------ | ------ |

### Cublac
- Maire sortant : Jean-Marc Brut (LR)
- 19 sièges à pourvoir au conseil municipal (population légale 2022 : 1 730 habitants)
- 1 siège à pourvoir au conseil communautaire (CA du Bassin de Brive)

| Tête de liste | Tête de liste | Parti(s) | Nuance | Premier tour | Premier tour | Second tour | Second tour | Sièges | Sièges |
| Tête de liste | Tête de liste | Parti(s) | Nuance | Voix         | %            | Voix        | %           | CM     | CC     |
| ------------- | ------------- | -------- | ------ | ------------ | ------------ | ----------- | ----------- | ------ | ------ |

### Donzenac
- Maire sortant : Yves Laporte (PR)
- 19 sièges à pourvoir au conseil municipal (population légale 2022 : 2 714 habitants)
- 1 siège à pourvoir au conseil communautaire (CA du Bassin de Brive)

| Tête de liste | Tête de liste | Parti(s) | Nuance | Premier tour | Premier tour | Second tour | Second tour | Sièges | Sièges |
| Tête de liste | Tête de liste | Parti(s) | Nuance | Voix         | %            | Voix        | %           | CM     | CC     |
| ------------- | ------------- | -------- | ------ | ------------ | ------------ | ----------- | ----------- | ------ | ------ |

### Égletons
- Maire sortant : Charles Ferré (LR)
- 27 sièges à pourvoir au conseil municipal (population légale 2022 : 4 336 habitants)
- 16 sièges à pourvoir au conseil communautaire (CC Ventadour-Égletons-Monédières)

| Tête de liste | Tête de liste | Parti(s) | Nuance | Premier tour | Premier tour | Second tour | Second tour | Sièges | Sièges |
| Tête de liste | Tête de liste | Parti(s) | Nuance | Voix         | %            | Voix        | %           | CM     | CC     |
| ------------- | ------------- | -------- | ------ | ------------ | ------------ | ----------- | ----------- | ------ | ------ |

### Favars
- Maire sortant : Bernard Jauvion (PCF)
- 15 sièges à pourvoir au conseil municipal (population légale 2022 : 1 121 habitants)
- 2 sièges à pourvoir au conseil communautaire (CA Tulle Agglo)

| Tête de liste | Tête de liste | Parti(s) | Nuance | Premier tour | Premier tour | Second tour | Second tour | Sièges | Sièges |
| Tête de liste | Tête de liste | Parti(s) | Nuance | Voix         | %            | Voix        | %           | CM     | CC     |
| ------------- | ------------- | -------- | ------ | ------------ | ------------ | ----------- | ----------- | ------ | ------ |

### Juillac
- Maire sortant : Josette Fargetas (UDI)
- 15 sièges à pourvoir au conseil municipal (population légale 2022 : 1 147 habitants)
- 1 siège à pourvoir au conseil communautaire (CA du Bassin de Brive)

| Tête de liste | Tête de liste | Parti(s) | Nuance | Premier tour | Premier tour | Second tour | Second tour | Sièges | Sièges |
| Tête de liste | Tête de liste | Parti(s) | Nuance | Voix         | %            | Voix        | %           | CM     | CC     |
| ------------- | ------------- | -------- | ------ | ------------ | ------------ | ----------- | ----------- | ------ | ------ |

### Lagraulière
- Maire sortant : Ubald Chenoux (DVD)
- 15 sièges à pourvoir au conseil municipal (population légale 2022 : 1 189 habitants)
- 2 sièges à pourvoir au conseil communautaire (CA Tulle Agglo)

| Tête de liste | Tête de liste | Parti(s) | Nuance | Premier tour | Premier tour | Second tour | Second tour | Sièges | Sièges |
| Tête de liste | Tête de liste | Parti(s) | Nuance | Voix         | %            | Voix        | %           | CM     | CC     |
| ------------- | ------------- | -------- | ------ | ------------ | ------------ | ----------- | ----------- | ------ | ------ |

### Laguenne-sur-Avalouze
- Maire sortant : Roger Chassagnard (PS)
- 19 sièges à pourvoir au conseil municipal (population légale 2022 : 1 565 habitants)
- 2 sièges à pourvoir au conseil communautaire (CA Tulle Agglo)

| Tête de liste | Tête de liste | Parti(s) | Nuance | Premier tour | Premier tour | Second tour | Second tour | Sièges | Sièges |
| Tête de liste | Tête de liste | Parti(s) | Nuance | Voix         | %            | Voix        | %           | CM     | CC     |
| ------------- | ------------- | -------- | ------ | ------------ | ------------ | ----------- | ----------- | ------ | ------ |

### Larche
- Maire sortant : Bernard Laroche (DVD)
- 19 sièges à pourvoir au conseil municipal (population légale 2022 : 1 654 habitants)
- 1 siège à pourvoir au conseil communautaire (CA du Bassin de Brive)

| Tête de liste | Tête de liste | Parti(s) | Nuance | Premier tour | Premier tour | Second tour | Second tour | Sièges | Sièges |
| Tête de liste | Tête de liste | Parti(s) | Nuance | Voix         | %            | Voix        | %           | CM     | CC     |
| ------------- | ------------- | -------- | ------ | ------------ | ------------ | ----------- | ----------- | ------ | ------ |

### Les Trois-Saints
- Maire sortant : Jean-Jacques Dumas (LR)
- 15 sièges à pourvoir au conseil municipal (population légale 2022 : 1 367 habitants)
- 4 sièges à pourvoir au conseil communautaire (CC du Pays d'Uzerche)

| Tête de liste | Tête de liste | Parti(s) | Nuance | Premier tour | Premier tour | Second tour | Second tour | Sièges | Sièges |
| Tête de liste | Tête de liste | Parti(s) | Nuance | Voix         | %            | Voix        | %           | CM     | CC     |
| ------------- | ------------- | -------- | ------ | ------------ | ------------ | ----------- | ----------- | ------ | ------ |

### Lubersac
- Maire sortant : Philippe Gonzalez (DVD)
- 19 sièges à pourvoir au conseil municipal (population légale 2022 : 2 253 habitants)
- 8 siège à pourvoir au conseil communautaire (CC du Pays de Lubersac-Pompadour)

| Tête de liste | Tête de liste | Parti(s) | Nuance | Premier tour | Premier tour | Second tour | Second tour | Sièges | Sièges |
| Tête de liste | Tête de liste | Parti(s) | Nuance | Voix         | %            | Voix        | %           | CM     | CC     |
| ------------- | ------------- | -------- | ------ | ------------ | ------------ | ----------- | ----------- | ------ | ------ |

### Malemort
- Maire sortant : Laurent Darthou (UDI)
- 33 sièges à pourvoir au conseil municipal (population légale 2022 : 7 995 habitants)
- 5 siège à pourvoir au conseil communautaire (CA du Bassin de Brive)

| Tête de liste | Tête de liste | Parti(s) | Nuance | Premier tour | Premier tour | Second tour | Second tour | Sièges | Sièges |
| Tête de liste | Tête de liste | Parti(s) | Nuance | Voix         | %            | Voix        | %           | CM     | CC     |
| ------------- | ------------- | -------- | ------ | ------------ | ------------ | ----------- | ----------- | ------ | ------ |

### Mansac
- Maire sortant : Isabelle David (PS)
- 19 sièges à pourvoir au conseil municipal (population légale 2022 : 1 542 habitants)
- 1 siège à pourvoir au conseil communautaire (CA du Bassin de Brive)

| Tête de liste | Tête de liste | Parti(s) | Nuance | Premier tour | Premier tour | Second tour | Second tour | Sièges | Sièges |
| Tête de liste | Tête de liste | Parti(s) | Nuance | Voix         | %            | Voix        | %           | CM     | CC     |
| ------------- | ------------- | -------- | ------ | ------------ | ------------ | ----------- | ----------- | ------ | ------ |

### Meymac
- Maire sortant : Philippe Brugère (PS)
- 19 sièges à pourvoir au conseil municipal (population légale 2022 : 2 329 habitants)
- 5 sièges à pourvoir au conseil communautaire (CC Haute-Corrèze Communauté)

| Tête de liste | Tête de liste | Parti(s) | Nuance | Premier tour | Premier tour | Second tour | Second tour | Sièges | Sièges |
| Tête de liste | Tête de liste | Parti(s) | Nuance | Voix         | %            | Voix        | %           | CM     | CC     |
| ------------- | ------------- | -------- | ------ | ------------ | ------------ | ----------- | ----------- | ------ | ------ |

### Meyssac
- Maire sortant : Christophe Caron (DVG)
- 15 sièges à pourvoir au conseil municipal (population légale 2022 : 1 290 habitants)
- 5 siège à pourvoir au conseil communautaire (CC Midi Corrézien)

| Tête de liste | Tête de liste | Parti(s) | Nuance | Premier tour | Premier tour | Second tour | Second tour | Sièges | Sièges |
| Tête de liste | Tête de liste | Parti(s) | Nuance | Voix         | %            | Voix        | %           | CM     | CC     |
| ------------- | ------------- | -------- | ------ | ------------ | ------------ | ----------- | ----------- | ------ | ------ |

### Naves
- Maire sortant : Hervé Longy (LÉ)
- 19 sièges à pourvoir au conseil municipal (population légale 2022 : 2 318 habitants)
- 2 sièges à pourvoir au conseil communautaire (CA Tulle Agglo)

| Tête de liste | Tête de liste | Parti(s) | Nuance | Premier tour | Premier tour | Second tour | Second tour | Sièges | Sièges |
| Tête de liste | Tête de liste | Parti(s) | Nuance | Voix         | %            | Voix        | %           | CM     | CC     |
| ------------- | ------------- | -------- | ------ | ------------ | ------------ | ----------- | ----------- | ------ | ------ |

### Neuvic
- Maire sortant : Dominique Miermont (DVG)
- 19 sièges à pourvoir au conseil municipal (population légale 2022 : 1 597 habitants)
- 3 sièges à pourvoir au conseil communautaire (CC Haute-Corrèze Communauté)

| Tête de liste | Tête de liste | Parti(s) | Nuance | Premier tour | Premier tour | Second tour | Second tour | Sièges | Sièges |
| Tête de liste | Tête de liste | Parti(s) | Nuance | Voix         | %            | Voix        | %           | CM     | CC     |
| ------------- | ------------- | -------- | ------ | ------------ | ------------ | ----------- | ----------- | ------ | ------ |

### Objat
- Maire sortant : Philippe Vidau (PR)
- 27 sièges à pourvoir au conseil municipal (population légale 2022 : 3 737 habitants)
- 2 sièges à pourvoir au conseil communautaire (CA du Bassin de Brive)

| Tête de liste | Tête de liste | Parti(s) | Nuance | Premier tour | Premier tour | Second tour | Second tour | Sièges | Sièges |
| Tête de liste | Tête de liste | Parti(s) | Nuance | Voix         | %            | Voix        | %           | CM     | CC     |
| ------------- | ------------- | -------- | ------ | ------------ | ------------ | ----------- | ----------- | ------ | ------ |

### Perpezac-le-Noir
- Maire sortant : Jérôme Sagne (SE)
- 15 sièges à pourvoir au conseil municipal (population légale 2022 : 1 254 habitants)
- 3 sièges à pourvoir au conseil communautaire (CC du Pays d'Uzeche)

| Tête de liste | Tête de liste | Parti(s) | Nuance | Premier tour | Premier tour | Second tour | Second tour | Sièges | Sièges |
| Tête de liste | Tête de liste | Parti(s) | Nuance | Voix         | %            | Voix        | %           | CM     | CC     |
| ------------- | ------------- | -------- | ------ | ------------ | ------------ | ----------- | ----------- | ------ | ------ |

### Rosiers-d'Égletons
- Maire sortant : Gérard Brette (DVG)
- 15 sièges à pourvoir au conseil municipal (population légale 2022 : 1 087 habitants)
- 4 sièges à pourvoir au conseil communautaire (CC Ventadour-Égletons-Monédières)

| Tête de liste | Tête de liste | Parti(s) | Nuance | Premier tour | Premier tour | Second tour | Second tour | Sièges | Sièges |
| Tête de liste | Tête de liste | Parti(s) | Nuance | Voix         | %            | Voix        | %           | CM     | CC     |
| ------------- | ------------- | -------- | ------ | ------------ | ------------ | ----------- | ----------- | ------ | ------ |

### Sadroc
- Maire sortant : Olivier Bruxelles (SE)
- 15 sièges à pourvoir au conseil municipal (population légale 2022 : 1 000 habitants)
- 1 siège à pourvoir au conseil communautaire (CA du Bassin de Brive)

| Tête de liste | Tête de liste | Parti(s) | Nuance | Premier tour | Premier tour | Second tour | Second tour | Sièges | Sièges |
| Tête de liste | Tête de liste | Parti(s) | Nuance | Voix         | %            | Voix        | %           | CM     | CC     |
| ------------- | ------------- | -------- | ------ | ------------ | ------------ | ----------- | ----------- | ------ | ------ |

### Saint-Clément
- Maire sortant : Éric Bellouin (PS)
- 15 sièges à pourvoir au conseil municipal (population légale 2022 : 1 383 habitants)
- 2 sièges à pourvoir au conseil communautaire (CA Tulle Agglo)

| Tête de liste | Tête de liste | Parti(s) | Nuance | Premier tour | Premier tour | Second tour | Second tour | Sièges | Sièges |
| Tête de liste | Tête de liste | Parti(s) | Nuance | Voix         | %            | Voix        | %           | CM     | CC     |
| ------------- | ------------- | -------- | ------ | ------------ | ------------ | ----------- | ----------- | ------ | ------ |

### Saint-Germain-les-Vergnes
- Maire sortant : Alain Penot (LFA)
- 15 sièges à pourvoir au conseil municipal (population légale 2022 : 1 149 habitants)
- 2 sièges à pourvoir au conseil communautaire (CA Tulle Agglo)

| Tête de liste | Tête de liste | Parti(s) | Nuance | Premier tour | Premier tour | Second tour | Second tour | Sièges | Sièges |
| Tête de liste | Tête de liste | Parti(s) | Nuance | Voix         | %            | Voix        | %           | CM     | CC     |
| ------------- | ------------- | -------- | ------ | ------------ | ------------ | ----------- | ----------- | ------ | ------ |

### Saint-Mexant
- Maire sortant : Patrick Bordas (PS)
- 15 sièges à pourvoir au conseil municipal (population légale 2022 : 1 331 habitants)
- 2 sièges à pourvoir au conseil communautaire (CA Tulle Agglo)

| Tête de liste | Tête de liste | Parti(s) | Nuance | Premier tour | Premier tour | Second tour | Second tour | Sièges | Sièges |
| Tête de liste | Tête de liste | Parti(s) | Nuance | Voix         | %            | Voix        | %           | CM     | CC     |
| ------------- | ------------- | -------- | ------ | ------------ | ------------ | ----------- | ----------- | ------ | ------ |

### Saint-Pantaléon-de-Larche
- Maire sortant : Alain Lapacherie (DVD)
- 29 sièges à pourvoir au conseil municipal (population légale 2022 : 5 006 habitants)
- 3 sièges à pourvoir au conseil communautaire (CA du Bassin de Brive)

| Tête de liste            | Tête de liste | Parti(s) | Nuance | Premier tour | Premier tour | Second tour | Second tour | Sièges | Sièges |
| Tête de liste            | Tête de liste | Parti(s) | Nuance | Voix         | %            | Voix        | %           | CM     | CC     |
| ------------------------ | ------------- | -------- | ------ | ------------ | ------------ | ----------- | ----------- | ------ | ------ |
|                          | Eddie Marcos  | LR       |        |              |              |             |             |        |        |
|                          |               |          |        |              |              |             |             |        |        |
| Exprimés                 |               |          |        |              |              |             |             |        |        |
| Votes blancs             |               |          |        |              |              |             |             |        |        |
| Votes nuls               |               |          |        |              |              |             |             |        |        |
| Total                    | Total         | Total    | Total  |              | 100          |             | 100         | 29     | 3      |
| Absentions               |               |          |        |              |              |             |             |        |        |
| Inscrits / participation |               |          |        |              |              |             |             |        |        |

### Saint-Privat
- Maire sortant : Jean-Basile Sallard (PS)
- 15 sièges à pourvoir au conseil municipal (population légale 2022 : 1 038 habitants)
- 4 sièges à pourvoir au conseil communautaire (CC Xaintrie Val'Dordogne)

| Tête de liste | Tête de liste | Parti(s) | Nuance | Premier tour | Premier tour | Second tour | Second tour | Sièges | Sièges |
| Tête de liste | Tête de liste | Parti(s) | Nuance | Voix         | %            | Voix        | %           | CM     | CC     |
| ------------- | ------------- | -------- | ------ | ------------ | ------------ | ----------- | ----------- | ------ | ------ |

### Saint-Viance
- Maire sortant : Bernard Continsouzas (DVD)
- 19 sièges à pourvoir au conseil municipal (population légale 2022 : 1 888 habitants)
- 1 siège à pourvoir au conseil communautaire (CA du Bassin de Brive)

| Tête de liste | Tête de liste | Parti(s) | Nuance | Premier tour | Premier tour | Second tour | Second tour | Sièges | Sièges |
| Tête de liste | Tête de liste | Parti(s) | Nuance | Voix         | %            | Voix        | %           | CM     | CC     |
| ------------- | ------------- | -------- | ------ | ------------ | ------------ | ----------- | ----------- | ------ | ------ |

### Sainte-Féréole
- Maire sortant : Henri Soulier (LR)
- 19 sièges à pourvoir au conseil municipal (population légale 2022 : 2 060 habitants)
- 1 siège à pourvoir au conseil communautaire (CA du Bassin de Brive)

| Tête de liste | Tête de liste | Parti(s) | Nuance | Premier tour | Premier tour | Second tour | Second tour | Sièges | Sièges |
| Tête de liste | Tête de liste | Parti(s) | Nuance | Voix         | %            | Voix        | %           | CM     | CC     |
| ------------- | ------------- | -------- | ------ | ------------ | ------------ | ----------- | ----------- | ------ | ------ |

### Sainte-Fortunade
- Maire sortant : Frédéric Bouysson (DVD)
- 19 sièges à pourvoir au conseil municipal (population légale 2022 : 1 793 habitants)
- 2 sièges à pourvoir au conseil communautaire (CA Tulle Agglo)

| Tête de liste | Tête de liste | Parti(s) | Nuance | Premier tour | Premier tour | Second tour | Second tour | Sièges | Sièges |
| Tête de liste | Tête de liste | Parti(s) | Nuance | Voix         | %            | Voix        | %           | CM     | CC     |
| ------------- | ------------- | -------- | ------ | ------------ | ------------ | ----------- | ----------- | ------ | ------ |

### Seilhac
- Maire sortant : Simone Crouzette (DVG)
- 19 sièges à pourvoir au conseil municipal (population légale 2022 : 1 814 habitants)
- 2 sièges à pourvoir au conseil communautaire (CA Tulle Agglo)

| Tête de liste | Tête de liste | Parti(s) | Nuance | Premier tour | Premier tour | Second tour | Second tour | Sièges | Sièges |
| Tête de liste | Tête de liste | Parti(s) | Nuance | Voix         | %            | Voix        | %           | CM     | CC     |
| ------------- | ------------- | -------- | ------ | ------------ | ------------ | ----------- | ----------- | ------ | ------ |

### Treignac
- Maire sortant : Gérard Coignac (PS)
- 15 sièges à pourvoir au conseil municipal (population légale 2022 : 1 258 habitants)
- 8 sièges à pourvoir au conseil communautaire (CC Vézère-Monédières-Millesources)

| Tête de liste | Tête de liste | Parti(s) | Nuance | Premier tour | Premier tour | Second tour | Second tour | Sièges | Sièges |
| Tête de liste | Tête de liste | Parti(s) | Nuance | Voix         | %            | Voix        | %           | CM     | CC     |
| ------------- | ------------- | -------- | ------ | ------------ | ------------ | ----------- | ----------- | ------ | ------ |

### Tulle
- Maire sortant : Bernard Combes (DVG)
- 33 sièges à pourvoir au conseil municipal (population légale 2022 : 13 602 habitants)
- 18 sièges à pourvoir au conseil communautaire (CA Tulle Agglo)

| Tête de liste            | Tête de liste | Parti(s) | Nuance | Premier tour | Premier tour | Second tour | Second tour | Sièges | Sièges |
| Tête de liste            | Tête de liste | Parti(s) | Nuance | Voix         | %            | Voix        | %           | CM     | CC     |
| ------------------------ | ------------- | -------- | ------ | ------------ | ------------ | ----------- | ----------- | ------ | ------ |
|                          | À déterminer  | DVG      |        |              |              |             |             |        |        |
|                          | Thierry Greck | RN       |        |              |              |             |             |        |        |
|                          |               |          |        |              |              |             |             |        |        |
| Exprimés                 |               |          |        |              |              |             |             |        |        |
| Votes blancs             |               |          |        |              |              |             |             |        |        |
| Votes nuls               |               |          |        |              |              |             |             |        |        |
| Total                    | Total         | Total    | Total  |              | 100          |             | 100         | 33     | 18     |
| Absentions               |               |          |        |              |              |             |             |        |        |
| Inscrits / participation |               |          |        |              |              |             |             |        |        |

### Ussac
- Maire sortant : Jean-Philippe Bosselut (DVD)
- 27 sièges à pourvoir au conseil municipal (population légale 2022 : 4 271 habitants)
- 3 sièges à pourvoir au conseil communautaire (CA du Bassin de Brive)

| Tête de liste | Tête de liste | Parti(s) | Nuance | Premier tour | Premier tour | Second tour | Second tour | Sièges | Sièges |
| Tête de liste | Tête de liste | Parti(s) | Nuance | Voix         | %            | Voix        | %           | CM     | CC     |
| ------------- | ------------- | -------- | ------ | ------------ | ------------ | ----------- | ----------- | ------ | ------ |

### Ussel
- Maire sortant : Christophe Arfeuillère (LR)
- 29 sièges à pourvoir au conseil municipal (population légale 2022 : 9 174 habitants)
- 21 sièges à pourvoir au conseil communautaire (CC Haute-Corrèze Communauté)

| Tête de liste            | Tête de liste           | Parti(s) | Nuance | Premier tour | Premier tour | Second tour | Second tour | Sièges | Sièges |
| Tête de liste            | Tête de liste           | Parti(s) | Nuance | Voix         | %            | Voix        | %           | CM     | CC     |
| ------------------------ | ----------------------- | -------- | ------ | ------------ | ------------ | ----------- | ----------- | ------ | ------ |
|                          | Christophe Arfeuillère, | LR       |        |              |              |             |             |        |        |
|                          |                         |          |        |              |              |             |             |        |        |
| Exprimés                 |                         |          |        |              |              |             |             |        |        |
| Votes blancs             |                         |          |        |              |              |             |             |        |        |
| Votes nuls               |                         |          |        |              |              |             |             |        |        |
| Total                    | Total                   | Total    | Total  |              | 100          |             | 100         | 29     | 21     |
| Absentions               |                         |          |        |              |              |             |             |        |        |
| Inscrits / participation |                         |          |        |              |              |             |             |        |        |

### Uzerche
- Maire sortant : Jean-Paul Grador (PCF)
- 23 sièges à pourvoir au conseil municipal (population légale 2022 : 2 806 habitants)
- 8 sièges à pourvoir au conseil communautaire (CC du Pays d'Uzeche)

| Tête de liste | Tête de liste | Parti(s) | Nuance | Premier tour | Premier tour | Second tour | Second tour | Sièges | Sièges |
| Tête de liste | Tête de liste | Parti(s) | Nuance | Voix         | %            | Voix        | %           | CM     | CC     |
| ------------- | ------------- | -------- | ------ | ------------ | ------------ | ----------- | ----------- | ------ | ------ |

### Varetz
- Maire sortant : Béatrice Londeix (SE)
- 19 sièges à pourvoir au conseil municipal (population légale 2022 : 2 436 habitants)
- 1 siège à pourvoir au conseil communautaire (CA du Bassin de Brive)

| Tête de liste | Tête de liste | Parti(s) | Nuance | Premier tour | Premier tour | Second tour | Second tour | Sièges | Sièges |
| Tête de liste | Tête de liste | Parti(s) | Nuance | Voix         | %            | Voix        | %           | CM     | CC     |
| ------------- | ------------- | -------- | ------ | ------------ | ------------ | ----------- | ----------- | ------ | ------ |

### Vigeois
- Maire sortant : Jean-Paul Comby (DVG)
- 15 sièges à pourvoir au conseil municipal (population légale 2022 : 1 295 habitants)
- 3 sièges à pourvoir au conseil communautaire (CC du Pays d'Uzeche)

| Tête de liste | Tête de liste | Parti(s) | Nuance | Premier tour | Premier tour | Second tour | Second tour | Sièges | Sièges |
| Tête de liste | Tête de liste | Parti(s) | Nuance | Voix         | %            | Voix        | %           | CM     | CC     |
| ------------- | ------------- | -------- | ------ | ------------ | ------------ | ----------- | ----------- | ------ | ------ |

### Voutezac
- Maire sortant : Jean-Claude Reynaud (SE)
- 15 sièges à pourvoir au conseil municipal (population légale 2022 : 1 243 habitants)
- 1 siège à pourvoir au conseil communautaire (CA du Bassin de Brive)

| Tête de liste | Tête de liste | Parti(s) | Nuance | Premier tour | Premier tour | Second tour | Second tour | Sièges | Sièges |
| Tête de liste | Tête de liste | Parti(s) | Nuance | Voix         | %            | Voix        | %           | CM     | CC     |
| ------------- | ------------- | -------- | ------ | ------------ | ------------ | ----------- | ----------- | ------ | ------ |